# Distretto di Cuttack
Il distretto di Cuttack è un distretto dell'Orissa, in India, di 2 340 686 abitanti. Il suo capoluogo è Cuttack.